# Titularbistum Arsacal
Arsacal ist ein Titularbistum der römisch-katholischen Kirche.
Die in Nordafrika gelegene Stadt Arsacal war ein alter römischer Bischofssitz, der im 7. Jahrhundert mit der islamischen Expansion unterging. Er lag in der römischen Provinz Numidien.
| Titularbischöfe von Arsacal |                                      |                                                          |                  |                    |
| Nr.                         | Name                                 | Amt                                                      | von              | bis                |
| 1                           | Vincent Martin Leonard               | Weihbischof in Pittsburgh (USA)                          | 28. Februar 1964 | 1. Juni 1969       |
| 2                           | Orestes Marengo SDB                  | Apostolischer Administrator von Tura (Indien)            | 26. Juni 1969    | 30. Juli 1998      |
| 3                           | Sergio Alfredo Gualberti             | Weihbischof in Santa Cruz de la Sierra (Bolivien)        | 6. Mai 1999      | 28. September 2011 |
| 4                           | Johannes Willibrordus Maria Hendriks | Weihbischof in Haarlem-Amsterdam (Niederlande)           | 25. Oktober 2011 | 22. Dezember 2018  |
| 5                           | Joseph Coffey                        | Weihbischof im US-amerikanischen Militärordinariat (USA) | 22. Januar 2019  |                    |